# هفت ثانیه
هفت ثانیه (انگلیسی: Seven Seconds) یک مجموعه تلویزیونی درام جنایی پخش‌شده از وب است که براساس فیلم سرگرد اثر یوری بکف ساخته شده‌است. این مجموعه در ۲۳ فوریه ۲۰۱۸ از نت‌فلیکس پخش شد.

## خلاصه داستان
پس از آنکه یک نوجوان سیاه پوست به دست نیروهای پلیس در ایالت نیوجرسی آمریکا زخمی می‌شود، تنش ها بین مردم سیاه پوست این شهر و پلیس بالا می‌گیرد و...